# HD201834
HD201834 — хімічно пекулярна зоря спектрального класу B9, що має видиму зоряну величину в смузі V приблизно  5,7.
Вона  розташована на відстані близько 430,9 світлових років від Сонця.

## Фізичні характеристики
Зоря HD201834 обертається 
порівняно повільно 
навколо своєї осі. Проєкція її екваторіальної швидкості на промінь зору становить  Vsin(i)= 27км/сек.

## Пекулярний хімічний склад
Зоряна атмосфера HD201834 має підвищений вміст 
Si
.